# Det bästa med Hootenanny Singers & Björn Ulvaeus
Det bästa med Hootenanny Singers & Björn Ulvaeus är ett samlingsalbum från 1968 av Hootenanny Singers.

## Låtlista

### A-sidan
| Nr | Låt                             | Musik                             | Text                              | Längd |
| -- | ------------------------------- | --------------------------------- | --------------------------------- | ----- |
| 1  | Början till slutet              | G.Sutton - B.Sherril              | Stig Anderson                     | 2.47  |
| 2  | Finns det liv så finns det hopp | S.Anderson - B.Thomas - B.Ulvaeus | S.Anderson - B.Thomas - B.Ulvaeus | 1.54  |
| 3  | Fåfängans marknad               | Björn Ulvaeus                     | Stig Anderson                     | 3.57  |
| 4  | En gång är ingen gång           | Dallas Frazier                    | Stig Anderson                     | 2.53  |
| 5  | Saknar du något min kära        | Peter Sarstedt                    | Stig Anderson                     | 4.39  |
| 6  | Adjö, farväl                    | B.Thomas - S.Rossner - B.Ulvaeus  | B.Thomas - S.Rossner - B.Ulvaeus  | 3.55  |

### B-sidan
| Nr | Låt                             | Musik                                           | Text          | Längd |
| -- | ------------------------------- | ----------------------------------------------- | ------------- | ----- |
| 1  | Elenore                         | H.Kaylan, M.Volman, J.Pons, A.Nichol, J.Barbata | Stig Anderson | 2.31  |
| 2  | Raring                          | Bobby Russell                                   | Stig Anderson | 4.05  |
| 3  | Mårten Gås ("Sångsolist" Berka) | B.Thomas, Björn Ulvaeus                         | Stig Anderson | 2.56  |
| 4  | Så länge du älskar är du ung    | Bobby Bare, Charlie Williams                    | Stig Anderson | 3.07  |
| 5  | Fröken Fredriksson              | Tom T. Hall                                     | Stig Anderson | 3.20  |
| 6  | Mrs. O'Grady                    | Björn Ulvaeus                                   | Björn Ulvaeus | 2.27  |